# 瓦万库尔
瓦万库尔（法語：Vavincourt，法語發音：[vavɛ̃kuʁ]）是法国默兹省的一个市镇，位于该省中部偏西南，属于巴勒迪克区。

## 地理
瓦万库尔（48°49'25"N, 5°12'32"E）面积15.93 平方千米，位于法国大東部大區默兹省，该省份为法国西北部内陆省份，北与比利时接壤，西接马恩省和阿登省，南至上马恩省和孚日省，东临默尔特-摩泽尔省。
与瓦万库尔接壤的市镇（或旧市镇、城区）包括：伯奥讷、沙尔多涅、莱欧德谢、埃里兹拉布吕莱、奈沃-罗西耶尔、吕蒙、塞尼厄勒。

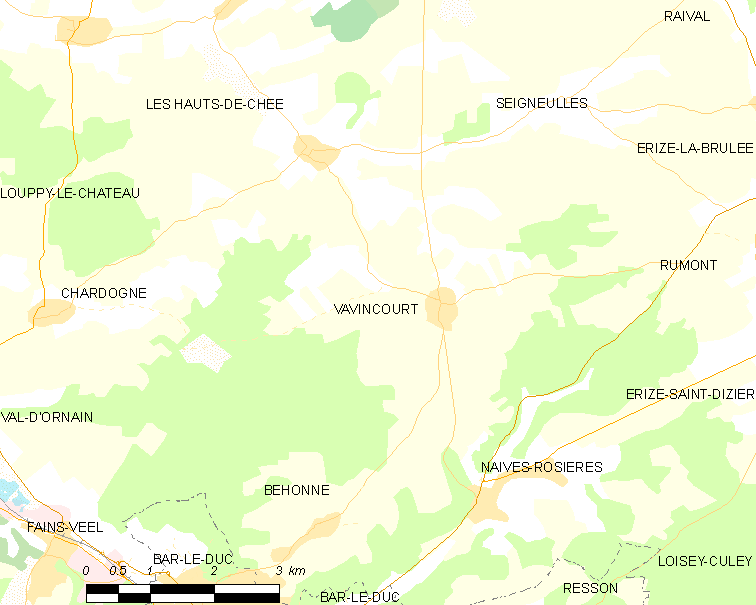
瓦万库尔的OSM定位图

瓦万库尔的时区为UTC+01:00、UTC+02:00（夏令时）。

## 行政
瓦万库尔的邮政编码为55000，INSEE市镇编码为55541。

## 政治
瓦万库尔所属的省级选区为巴勒迪克第二县。

## 人口

1962-2008年间瓦万库尔人口变化图示

瓦万库尔于2022年1月1日时的人口数量为532人。